# Reynel Montoya
Reynel Montoya Jaramillo (San Vicente, Antioquia; 19 de noviembre de 1959) fue un ciclista profesional colombiano que corrió para equipos como el Manzana Postobón Team y el Café de Colombia, entre otros.

## Palmarés
1983
- 1 etapa del Clásico RCN
- 1 etapa de la Vuelta a Colombia
- Campeón de la Vuelta a Antioquia

1984
- 1 etapa de la Vuelta a Colombia
- 2.º en el Campeonato de Colombia en Ruta

1986
- Campeón de la Vuelta a Antioquia
- 1 etapa en la Vuelta a Colombia
- 3.º en el Campeonato de Colombia en Ruta

1987
- Campeón de la Vuelta a Antioquia
- Campeón de la Vuelta a Cundinamarca
- 2.º en la Vuelta a Boyacá
- Campeonato de Colombia de Ciclismo en Ruta

1988
- Campeonato de Colombia de Ciclismo en Ruta

1989
- Campeonato de Colombia de Ciclismo en Ruta
- 3 etapas del Clásico RCN
- 2 etapas de la Vuelta a Colombia

1990
- 1 etapa del Clásico RCN

## Resultados en Grandes Vueltas y Campeonatos del Mundo
Durante su carrera deportiva ha conseguido los siguientes puestos en las Grandes Vueltas y en los Campeonatos del Mundo en carretera:
| Carrera         | 1985 | 1986 | 1987 | 1988 | 1989 | 1990 | 1991 |
| --------------- | ---- | ---- | ---- | ---- | ---- | ---- | ---- |
| Giro de Italia  | 45.º | -    | -    | -    | -    | -    | -    |
| Tour de Francia | 41.º | 15.º | -    | -    | -    | 37.º | 58.º |
| Vuelta a España | -    | Ab.  | -    | Ab.  | -    | -    | -    |
| Mundial en Ruta | -    | -    | -    | -    | -    | -    | -    |

-: no participa

Ab.: abandono